# Feliks Lobe
Feliks Lobe, slovenski inženir, strojnik, profesor, 14. oktober 1894, Ljubljana, Slovenija, † 9. maj 1970.

## Življenje in delo
Rodil se je očetu pazniku Antonu in materi Mariji (rojena Kadunec). Svoj prvi patent je prijavil že kot maturant, kot študent pa se je že tako odlikoval, da je neposredno po diplomi 1922. leta prevzel vodstveno konstrukcijsko mesto v dunajski tovarni težkih strojev in tirnih vozil. Načrtovati je začel parne, električne in motorne lokomotive ter tramvaje. Za potrebe tramvajskega prometa v Ljubljani je pred drugo svetovno vojno izdelal pogonski voz, ki se je v prometu obdržal vse do ukinitve leta 1958. Za izvirne rešitve si je na tem področju pridobil vrsto patentov. Po dunajskem obdobju so sledila leta njegovega pionirskega dela, najprej v jugoslovanski težki industriji in nato od leta 1929 na novoustanovljenem strojnem oddelku ljubljanske univerze, kjer je 1940 postal redni profesor. S svojo vztrajnostjo je leta 1940 dosegel izgradnjo nove stavbe (kasnejše) Fakultete za strojništvo. Decembra 1949 je postal redni član SAZU, podeljen pa mu je bil tudi naslov častnega doktorja ljubljanske univerze (1969).